# Stella Lugo
Stella Marina Lugo Betancourt de Montilla (Caripito, Monagas,  28 de noviembre de 1965) es una contadora pública, capitana de la Milicia Bolivariana y política venezolana. Es embajadora de Venezuela en México desde 2025.
Fue ministra para el Turismo y gobernadora del estado Falcón por dos periodos consecutivos de 2008 a 2017. Fue jefa del Territorio Insular Francisco de Miranda y protectora del Estado Anzoátegui. También fue embajadora en Argentina entre 2020 y 2024.

## Primeros años
Stella Lugo se graduó como contadora pública en La Universidad del Zulia (LUZ).

## Carrera política

### Gobernadora de Falcón
En 2008, después de haber sido elegida por las filas del Partido Socialista Unido de Venezuela, lanza su candidatura por la gobernación del estado Falcón, elección que gana con el 55,36 % de los votos, y una diferencia del 10,96% del más cercano contendor, sucediendo así a su esposo, Jesús Montilla Aponte, quien fue gobernador del estado Falcón por dos períodos consecutivos (2000-2004 y 2004-2008). En las elecciones regionales de 2012, celebradas el 16 de diciembre de 2012, es reelecta con el 51,58 % de los votos. y una diferencia que supera en 15,66% de más cercano contendor. 

### Jefa del Territorio Insular Francisco de Miranda
El 3 de noviembre de 2017, el presidente Nicolás Maduro designó a Lugo como ministra del Territorio Insular Francisco de Miranda hasta diciembre de 2019.

### Ministra de Turismo y protectora de Anzoátegui
El 14 de junio de 2018 Lugo fue designada como ministra para el turismo hasta 2019 y también fue nombrada protectora de Anzoátegui.
En abril de 2019 Lugo viajó a China, participando en la Feria Mundial de Viajes de Shanghái.
El 29 de octubre de 2019 el diputado José Luis Pirela, presidente de la subcomisión de Lucha Antidrogas, Antiterrorismo y Delincuencia Organizada de la Asamblea Nacional (AN) denunció que un grupo de narcotraficantes en la cual «parte de la banda está formada por Carlos Betancourt y Noel Lugo, a quienes identificó como primo y hermano de Stella Lugo Betancourt» operaba desde Los Roques transportando narcóticos y oro hacia otros países del Caribe, especialmente Bonaire.

### Embajadora en Argentina
En 2020 Lugo fue designada como embajadora en Argentina de Venezuela por la Asamblea Nacional de Venezuela.

### Embajadora en México
En 2024 fue aprobado el nombramiento de Lugo como embajadora de Venezuela en México, sustituyendo a Francisco Arias Cárdenas desde 2025.
Tras esto, fueron detenidos por la Dirección General de Contrainteligencia Militar (DGCIM) los exdiplomáticos de la Embajada Aldo Perfetto Alexandrow, segundo secretario de esa embajada, Benedicto Alvarado, la consejera comercial, Yaimara Giménez, y el primer y segundo secretario Gustavo Sánchez y Jairo Ramírez, respectivamente, debido a la presunta pérdida de seis millones de dólares por cobros irregulares por trámites migratorios pagados en criptomonedas. La periodista Sebastiana Barráez reportó que habrían sido arrestados por orden de Stella Lugo.

## Vida personal
Lugo está casada con Jesús Montilla Aponte, quien también fue gobernador de Falcón por dos periodos consecutivos desde el 2000 hasta 2008.
En 2020 fue suspendida la cuenta de Stella Lugo en Twitter (actual X).